# Dryopteris submarginata
Dryopteris submarginata är en träjonväxtart som beskrevs av Eduard Rosenstock. Dryopteris submarginata ingår i släktet Dryopteris och familjen Dryopteridaceae. Inga underarter finns listade.